# Andoharano woodae
Espèce
Andoharano woodae est une espèce d'araignées aranéomorphes de la famille des Filistatidae.

## Distribution
Cette espèce est endémique de Madagascar. Elle se rencontre dans le parc national de l'Isalo.

## Description
Le mâle holotype mesure 2,42 mm et la femelle paratype 3,96 mm.

## Étymologie
Cette espèce est nommée en l'honneur de Hannah Marie Wood.

## Publication originale
- Magalhaes & Grismado, 2019 : The Malagasy species of the crevice weaver genus Andoharano (Araneae: Filistatidae). Bulletin of the Museum of Comparative Zoology, vol. 162, no 4, p. 263-307.